# Wohlerita
La wohlerita o wöhlerita es un mineral de la clase de los sorosilicatos, y dentro de esta pertenece al llamado “grupo de la wohlerita”. Fue descubierta en 1843 en islas del fiordo Langesundsfjord (Noruega), siendo nombrada así en honor de Friedrich Wöhler, célebre químico alemán.

## Características químicas
Es un silicato anhidro, con aniones adicionales óxido o fluoruro, de sodio, calcio y zirconio o niobio, que cristaliza en el sistema cristalino monoclínico.
Además de los elementos de su fórmula, suele llevar como impurezas: titanio, hafnio, aluminio, itrio, cerio, lantano, hierro, tántalo, manganeso, magnesio y estroncio.

## Formación y yacimientos
Se encuentra como mineral formado en la última fase de cristalización de rocas pegmatitas; también como mineral accesorio en rocas sienitas con nefelina, en rocas intrusivas en fenitas asociadas con minerales alcalinos, así como en carbonatitas.
Suele encontrarse asociado a otros minerales como: cancrinita, ferro-hornblenda, egirina, astrofilita, mosandrita, eudialita, catapleíta, rosenbuschita, låvenita, zircón, pirocloro, betafita, latrappita, perovskita nióbica, circonolita nióbica, albita, nefelina, biotita o fluorita.